# Nord-Pas-de-Calais
Nord-Pas-de-Calais (nederländska: Noord-Nauw van Kales) är en tidigare region i Frankrike, som sedan 2016 är en del av regionen Hauts-de-France. Området tillhörde tidigare Nederländerna, och inlemmades i Frankrike 1713. Regionhuvudstad var Lille. Regionen kallas ibland ”franska Nederländerna” (Pays-Bas français) eller ”övre Artois” (Hauts-de-l’Artois). Dess historiska centrum var staden Douai.

## Geografi
Nord-Pas-de-Calais består av departementen Nord och Pas-de-Calais; historiska områden som ingår i regionen är Artois, Franska Hainaut och Franska Flandern (en del av Hainaut och Flandern tillhör kungariket Belgien). I norr och väster gränsar regionen mot Engelska kanalen, i söder mot regionen Picardie och i nordöst mot Belgien. Viktigare städer är Lille, Valenciennes, Lens, Douai, Béthune, Dunkerque, Maubeuge, Calais, Boulogne-sur-Mer, Arras och Cambrai.
Landskapet är huvudsakligen lågland, och genomströmmas av flera floder. Eftersom regionen historiskt tillhört andra historiska områden, finns en betydande flamländsk minoritet, som talar flamländska, pikarder som talar pikardiska.

## Historia
Nord-Pas-de-Calais har varit bebott sedan förhistorisk tid, och har erövrats i tur och ordning av belgiska stammar, romare, franker, britter, spanjorer och nederländare, tills det blev en del av Frankrike. Under 300-talet var området en romersk militärbas varmed det uppstod en romansk-germansk språkgräns mitt i regionen, som varade till 700-talet, men som ännu är märkbar i ortnamn. Under medeltiden tillhörde Pas-de-Calais grevskapen Boulogne och Artois, medan Nord tillhörde grevskapen Flandern och Hainaut. Boulogne, Artois, och Flandern var län under franska kronan, och Hainaut tillhörde Heliga romerska riket av tysk nation. Calais däremot tillhörde England 1347 till 1558. Bortsett från Calais hamnade hela regionen på 1400-talet inom hertigdömet Burgund. Så småningom ärvdes regionen av huset Habsburg.
Under krigen mellan Frankrike och Spanska Nederländerna som utspelades under en stor del av 1600-talet, hamnade regionen i skottlinjen. Vid dessa krig erövrade Frankrike regionen successivt vid flera fredsfördrag och slutligt 1713. Den nuvarande departementsbildningen, som utgör regionens grund, bildades vid franska revolutionen 1789. Industrialiseringen tog fart under 1800-talet, och gav regionen dess ekonomiska förutsättningar. Under de båda världskrigen ödelades dock stora centrala delar av regionen. Första världskriget drabbade Nord-Pas-de-Calais hårdast av alla områden i Frankrike. Tyskarna använde regionen som bas för robotar och flygplan under andra världskriget, varför de blev flygbombade av de allierade.

## Ekonomi
Från och med 1800-talet växte den tunga industrin upp i Nord-Pas-de-Calais med kol, järn och textil som viktigaste produkter. Efter andra världskriget var industrin ödelagd, och regionen återhämtade sig långsammare än andra områden i Frankrike. Sedan 1970-talet har gruvindustrin lagt ner, textilindustrin haft problem och stålindustrin avtagit, vilket orsakat enorm arbetslöshet. EU har dock underlättat den ekonomiska situationen avsevärt, liksom öppnandet av kanaltunneln till Storbritannien vilket dragit många turister på genomresa.